# II Battaglione eritreo "Hidalgo"
Il II Battaglione eritreo "Hidalgo" (1888-1941) è stato un reparto del Regio corpo truppe coloniali d'Eritrea del Regio Esercito, composto da fanteria indigena eritrea. Le insegne di riconoscimento erano costituite da fascia e fiocco azzurro.

## Storia
Le origini del reparto vanno fatte risalire al II Battaglione eritreo, costituito il 1º ottobre 1888 nell'isola di Taulud (una delle due che compongono l'abitato di Massaua) ad opera del maggiore Fadda, e la cui zona di dislocazione era compresa tra Arafili ed Otumlo.
La struttura originaria prevedeva la presenza di quattro compagnie di àscari eritrei. Con regio decreto dell'11 novembre 1892 il II Battaglione coloniale lasciò lo status di reparto di reclutamento e fu inserito in pianta organica al Regio Esercito.
L'assunzione del nome "Hidalgo" fu successiva, e derivante dal nome del suo comandante, il maggiore Stefano Hidalgo (che lo guidò dal 1894 al 1897), seguendo il criterio usato per denominare anche gli altri tre battaglioni coloniali, chiamati Turitto (I Battaglione coloniale), Galliano (III Battaglione coloniale), e Toselli (IV Battaglione coloniale). Il battaglione, sotto la guida di Hidalgo, prese parte alla Guerra di Abissinia.
Una parte del battaglione (in specifico la IV Compagnia dal 12 aprile 1897 al 12 dicembre 1897 e la III Compagnia dal 18 maggio 1908 al 6 gennaio 1909) partecipò alle operazioni militari in Somalia successive alla sua conquista da parte italiana.
Tra le campagne più significative cui ha partecipato, si ricordano la guerra italo-turca (1911-1912) durante la quale svolse operazioni in Libia; le operazioni militari nella Libia italiana negli anni 1914, 1916, 1921, e 1923, con le operazioni per la riconquista della Tripolitania e della Cirenaica. Quindi tutto il battaglione fu impiegato in Somalia dal 30 novembre 1925 a tutto il 1926, e infine sciolto.
Fu ricostituito nell’aprile 1935 e partecipò alla guerra d'Etiopia col VI Gruppo Battaglioni della 1ª Divisione eritrea e alle successive operazioni di rastrellamento e di pacificazione dell’Impero. Dal 1940 al 1941 fu impegnato nella seconda guerra mondiale nell'Africa Orientale Italiana con la 9ª Brigata Coloniale.